# Madball
Madball est un groupe de punk hardcore américain, originaire de New York. Il est formé à la fin des années 1980. Le groupe compte un total de dix albums studio, le dernier étant For the cause, en 2018.

## Biographie

### Débuts (1988–1993)
Le nom de Madball est indissociable de celui de Freddy Cricien. Frère cadet de Roger Miret, chanteur d'Agnostic Front, il tombe dès sa plus tendre enfance dans la marmite hardcore et fait ses débuts sur les planches lorsque son frère l'invite à chanter sur la scène du CBGB de New York alors qu'il n'a que sept ans. Son avenir est déjà tout tracé.
Freddy Cricien donne son premier concert au sein de Madball en 1988. À cette époque, le groupe composé de Vinnie Stigma (guitare), Roger Miret (basse), et Will Sheppler (batterie), reprend des chansons d'Agnostic Front que ce dernier ne joue que très peu sur scène (Discriminate Me, United Blood, Last Warning). Un an plus tard, en 1989, Madball sort sa première production, Ball of Destruction, un EP composé de vieilleries d'Agnostic Front et de compositions personnelles que l'on retrouvera plus tard sur l'album Set it Off. Trois années durant, le groupe écume les alentours de New York avant de pondre, en 1992, un deuxième mini album, intitulé Droppin' Many Suckers, pour lequel Madball est rejoint par Matt Henderson.

### DeSet it OffàLegacy(1994–2005)
Un an plus tard, Roger Miret quitte la troupe, remplacé par Hoya Roc, figure de la scène hard-core locale (ex-Dmize) et vieil ami de Freddy. Madball acquiert très rapidement une réputation de monstre de scène qui lui vaut d'être signé par le label Roadrunner Records (Sepultura, Machine Head, Biohazard) sur lequel sortiront trois albums, Set it Off (1994), Demonstrating My Style (1996) et Look My Way (1998). S'ensuit alors une série de concerts sur tous les continents en compagnie de groupes tels que Black Sabbath ou Slayer. Le point culminant est atteint au Dynamo Open Air d'Eindhoven où Madball joue devant 120 000 personnes.
En 2000, Madball signe sur le label Epitaph (NOFX, Pennywise, Rancid) mais se sépare un an plus tard, peu après la sortie de l'album Hold it Down. Après une interruption de deux années, Madball se reforme autour de Freddy et de Hoya, rejoints par Mitts (ex-Skarhead, Rag Men) à la guitare, et Rigg Ross (ex-Skarhead, Rag Men, Hatebreed) à la batterie. Pour concrétiser cette reformation, le groupe enregistre en 2004 un mini album quatre titres intitulé NYHC. En 2005, ils publient leur nouvel album Legacy.

### Nouvelles activités (depuis 2007)
En 2007, Madball sort un nouvel album Infiltrate the System au label Good Fight Music. En 2010, l'album Empire est édité. Weinberg annonce, la même année, son départ du groupe car il ne peut concilier vie professionnelle et vie de famille. Le batteur de Born from Pain, Igor Wouters, le remplace sur scène. Le 10 mars 2014, un nouvel album est annoncé en écriture et prévu pour mi-2014. Finalement sort Hardcore Lives.
En octobre 2016, ils effectuent une brève tournée en Floride.

## Membres

### Membres actuels
- Freddy Cricien – chant (1988–2001, depuis 2002)
- Jorge « Hoya Roc » Guerra – basse (1993–2001, depuis 2002)
- Mike Justian – batterie (depuis 2011)

### Anciens membres
- Roger Miret – basse (1988–1993)
- Vinnie Stigma – guitare (1988–1997)
- Will Shepler – batterie (1988–1997)
- Matt Henderson – guitare (1992–2000)
- Rob Rosario – guitare (2000–2001)
- Brian « Mitts » Daniels – guitare (2001-2017)
- Darren Morgenthaler – batterie (2000–2001)
- John Lafata – batterie (1997–2000, 2001–2002)
- Rigg Ross – batterie (2002–2008)
- Jay Weinberg – batterie (2010)

### Membres de tournée
- Walter Ryan – batterie (1995–2000)
- Mackie Jayson – batterie (2008–2009)
- Ben Dussault – batterie (2009)
- Igor Wouters – batterie (2010–2011)

## Discographie
- 1992 : Droppin' Many Suckers
- 1994 : Set it Off
- 1996 : Demonstrating My Style
- 1998 : Look My Way
- 2000 : Hold it Down
- 2005 : Legacy
- 2007 : Infiltrate the System
- 2010 : Empire
- 2014 : Hardcore Lives
- 2018 : For the Cause

### EP
- 1989 : Ball of Destruction 7 (réédité avec 14 pistes lives supplémentaires en 1992)
- 2004 : N.Y.H.C.